# Paweł Wędziagolski

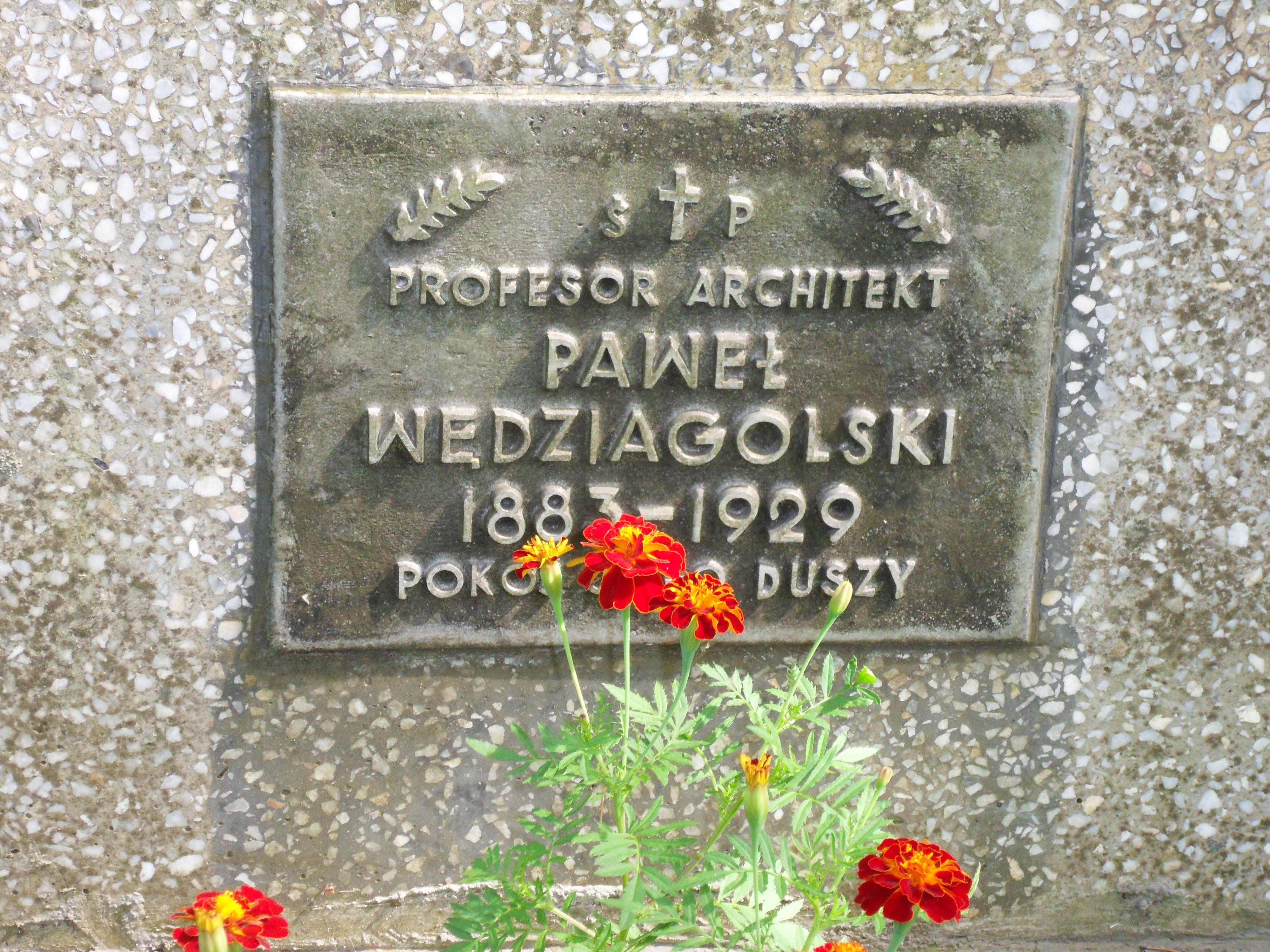
Grób Pawła Wędziagolskiego lasek przed wsią Zawiszańce

Paweł Tadeusz Wędziagolski (ur. 28 października 1883 w Jaworowie, zm. 1 lipca 1929 tamże) – polski architekt i teoretyk architektury, przedstawiciel klasycyzmu akademickiego, profesor Szkoły Sztuk Pięknych w Warszawie i Politechniki Warszawskiej.

## Życiorys
Urodził się w majątku Jaworów, w ówczesnym powiecie wileńskim guberni wileńskiej, w rodzinie szlacheckiej herbu Pomian. Był bratem rewolucjonisty Karola Wędziagolskiego i polityka Bronisława Wędziagolskiego.
W latach 1908–1917 studiował w Petersburgu, gdzie ukończył studia na Wydziale Matematycznym Uniwersytetu, Akademię Wojskową oraz z wyróżnieniem w 1917 studia na Wydziale Architektury tamtejszej Cesarskiej Akademii Sztuk Pięknych. W 1920 fortyfikował twierdzę Modlin. W 1920 opublikował pracę Mosty wojenne.

## Ważniejsze projekty
- w Warszawie: gmach Wolnej Wszechnicy Polskiej, odbudowa pałacu Mostowskich, wiadukt kolei średnicowej nad ul. Solec;
- w Wilnie: odbudowa kościoła św. Ignacego Loyoli;
- w Jaworowie: pałac w stylu palladiańskim.

Wykładał na Wydziale Architektury Politechniki Warszawskiej oraz w Szkole Sztuk Pięknych. Dokonał pomiarów renesansowych pomników we Włoszech.
Zmarł uderzony upadającym drzewem, ścinanym na budowę domu, pochowany został na cmentarzyku rodzinnym w lasku koło wsi Zawiszańce.